# Belathur, Malavalli
Belathur là một làng thuộc tehsil Malavalli, huyện Mandya, bang Karnataka, Ấn Độ.